# اسموک‌تاون (پنسیلوانیا)
اسموک‌تاون (به انگلیسی: Smoketown) یک منطقهٔ مسکونی در ایالات متحده آمریکا است که در شهرستان لنکستر، پنسیلوانیا واقع شده‌است. اسموک‌تاون ۳۵۷ نفر جمعیت دارد.